# 32.º distrito congresional de California
El 32.º distrito congresional es un distrito congresional que elige a un Representante para la Cámara de Representantes de los Estados Unidos por el estado de California.  Según la Oficina del Censo, en 2011 el distrito tenía una población de 641 727 habitantes. Actualmente el distrito está representado por la Demócrata Grace Napolitano.

## Demografía
Según la Oficina del Censo de los Estados Unidos, en 2011 había 641 727 personas residiendo en el 32.º distrito congresional. De los 641 727 habitantes, el distrito estaba compuesto por 277 181 (43.2%) blancos; de esos, 263 396 (41%) eran blancos no latinos o hispanos. Además 15 120 (2.4%) eran afroamericanos o negros, 4 008 (0.6%) eran nativos de Alaska o amerindios, 141 287 (22%) eran asiáticos, 1 117 (0.2%) eran nativos de Hawái o isleños del Pacífico, 199 458 (31.1%) eran de otras razas y 17 341 (2.7%) pertenecían a dos o más razas. Del total de la población 408 842 (63.7%) eran hispanos o latinos de cualquier raza; 359 226 (56%) eran de ascendencia mexicana, 2 719 (0.4%) puertorriqueña y 1 707 (0.3%) cubana. Además del inglés, 4 085 (49.7%) personas mayor a cinco años de edad hablaban español perfectamente.
El número total de hogares en el distrito era de 172 608 y el 80.7% eran familias en la cual el 39.5 tenían menores de 18 años de edad viviendo con ellos. De todas las familias viviendo en el distrito, solamente el 53.2% eran matrimonios. Del total de hogares en el distrito, el 4.4 eran parejas que no estaban casadas, mientras que el 0.4% eran parejas del mismo sexo. El promedio de personas por hogar era de 3.66. 
En 2011 los ingresos medios por hogar en el distrito congresional eran de US$50 272, y los ingresos medios por familia eran de US$66 503. Los hogares que no formaban una familia tenían unos ingresos de US$32 178. El salario promedio de tiempo completo para los hombres era de US$35 579 frente a los US$34 759 para las mujeres. La renta per cápita para el distrito era de US$18 249. Alrededor del 15.5% de la población estaban por debajo del umbral de pobreza.